# Saint-Gildas-des-Bois
Saint-Gildas-des-Bois er en fransk by og kommune beliggende i departementet Loire-Atlantique i Pays de la Loire-regionen. I januar 2010 var der 3.454 indbyggere.
Cykelløbet Tour de France havde i 2013 Saint-Gildas-des-Bois som vært for første gang, da byen var startby for 10. etape.